# Якунчиков, Николай Алексеевич
Николай Алексеевич Якунчиков (1906 — 1941) — заместитель начальника Особого отдела Юго-Западного фронта, старший майор государственной безопасности (1941).

## Биография
Русский, член КПСС. Служил в ВВС РККА, учился в авиационной школе и Военно-воздушной академии имени Жуковского, с 1939 года — в НКВД. Заместитель начальника, с 14 августа 1940 начальник 3-го (контрразведывательного) отдела Киевского Особого военного округа. С июля до сентября 1941 являлся заместителем по политической части начальника Особого отдела Юго-Западного фронта А. Н. Михеева. Предположительно погиб вместе с ним в бою 19, 21 или 23 сентября 1941, в районе хутора Дрюковщина или села Исковцы Лохвицкого района Полтавской области.
Группа Михеева в составе Якунчикова, члена Военного совета 5-й армии дивизионного комиссара Никишева, начальника Особого отдела одной из дивизий этой армии старшего лейтенанта государственной безопасности Стороженко и трёх красноармейцев из взвода охраны направилась на восток. Шли очень медленно. Михеев опирался на палку, волоча раненую ногу. Голова была забинтована. Якунчиков уже несколько дней страдал сильными болями в области сердца. Его хотели понести, но он отказался и шёл сам.

### Звания
- капитан государственной безопасности, 4.02.1939;
- майор государственной безопасности, 11.09.1940;
- бригадный комиссар;
- старший майор государственной безопасности, 19.07.1941.

### Награды
- орден «Знак Почёта» (22.02.1941) — в ознаменование XXIII годовщины Красной Армии, за успешное выполнение боевых заданий и выдающиеся достижения в боевой и политической подготовке и воспитании войск